# دوغ جيبسون
دوغ جيبسون هو سباح كندي، ولد في 1930.

## روابط خارجية
- دوغ جيبسون على موقع الاتحاد الدولي للسباحة (الإنجليزية)
- دوغ جيبسون على موقع SwimRankings.net (الإنجليزية)
- دوغ جيبسون على موقع أوليمبيديا (الإنجليزية)